# .577/500 Nitro express
El .577/500Nitro Express3 1⁄8"  es un cartucho metálico para rifle de fuego central británico.

## Desarrollo
El .577/500 NE fue desarrollado cargando una variante de 3 1⁄8 pulgadas del .577/500 Black Powder Express con cordita sin humo. Este último se desarrolló ajustando el .577 Black Powder Express a calibre .508".

## Uso
A pesar de tener un tamaño similar, el .577/500 NE no es tan poderoso como el .500 Nitro Express y no es adecuado para animales tan duros como los elefantes . Al igual que el .500 Black Powder Express, el .577/500 NE nunca fue muy apreciado para la caza en África, pero era popular en la India .
Moderadamente popular en su día, la munición dejó de ofrecerse comercialmente hace tiempo.